# ますやみそ
株式会社ますやみそは、広島県呉市に本社を置く味噌を中心とした日本の調味料メーカーである。
1929年（昭和4年）4月1日に「舛本商店」として創業。元々は麹製造業であった。1965年（昭和40年）5月1日に株式会社ますやみそとして設立。1966年（昭和41年）に現在の呉市焼山町に工場を移転。その後、東広島市にも工場を新設して現在に至る。キャッチコピーは「母さんの味」。

## 事業所
本社
- 広島県呉市西中央3丁目7番40号

工場
- 呉市、東広島市

営業所
- 呉市、福山市、倉敷市、松山市、高松市、松江市、山口市、高知市、吹田市、港区、古賀市

## 主な商品

### 味噌
- 母さんの味シリーズ
- 芳醇 麦みそ（無添加）
- 本造り 麦みそ
- 減塩だし入りみそ
- 白味噌
- 有機JAS認定 刻づくり 有機麦味噌
- 有機JAS認定 刻づくり 有機合わせ味噌
- 有機JAS認定 見返り美人

### 調理味噌
- 金山寺みそ
- もろみみそ
- にくみそ風
- かつおみそ
- いりこみそ
- かけたれ味噌

### その他調味料
- 野菜ディップシリーズ
- 野菜炒めの素シリーズ
- 焼肉のたれ
- すき焼のたれ
- 甘酒

## CM出演者
- 衣笠祥雄 - 元広島東洋カープ選手。現役時代に出演。
- ジェイソン・ギャレット - 元広島東洋カープ選手エイドリアン・ギャレットの息子。
- 林竹洋子 - 現・柏村武昭夫人。